# KNVB Beker 2003/04
De 86ste editie van de strijd om de KNVB Beker (destijds formeel Amstel-Cup genoemd) werd gespeeld in het seizoen 2003/04 en kende voor de derde keer FC Utrecht als winnaar. Geen van de clubs uit de traditionele top drie van het Nederlandse voetbal (Ajax, Feyenoord of PSV) reikte in deze editie tot de laatste vier van het toernooi. FC Utrecht versloeg in een halve finale Sparta na penalty’s. FC Twente bleek, eveneens na strafschoppen, in de halve finale te sterk voor NAC Breda.

## Voorronde
| Datum            | Wedstrijd                    | Uitslag       | Scoreverloop |
| ---------------- | ---------------------------- | ------------- | --- |
| 11 augustus 2003 | Katwijk – Jong sc Heerenveen | 0 – 5 (0 – 1) | 19' Abgar Barsom 0-1, 74' Abgar Barsom 0-2, 81' Jesper Håkansson 0-3, 84' Maceo Rigters 0-4, 90' Santi Kolk 0-5 |

## 1e ronde
| Datum            | Wedstrijd                              | Uitslag                    | Scoreverloop |
| ---------------- | -------------------------------------- | -------------------------- | --- |
| 9 augustus 2003  | Achilles '29 – Kloetinge               | 0 – 4 (0 – 1)              | 36' Pieter de Graaff 0-1, 51' Ferry Alfons 0-2, 52' Pieter de Graaff 0-3, 56' Ferry Alfons 0-4                                                                                                  |
| 9 augustus 2003  | Argon – Achilles 1894                  | 1 – 0 n.v.                 | 103' Tobias Kuyvenhoven 1-0 |
| 9 augustus 2003  | Babberich – Roda JC                    | 1 – 3 (0 – 0)              | 48' Ali Ibrahim 1-0, 52' Cristiano Dos Santos Rodrigues 1-1, 60' Sergio Pacheco de Oliveira 1-2, 90' Ivan Vicelich 1-3                                                                          |
| 9 augustus 2003  | Capelle – Hoek                         | 0 – 1 (0 – 1)              | 12' Anthony Annicaert 0-1 |
| 9 augustus 2003  | Delta Sport – Helmond Sport            | 1 – 1 n.v. (1 – 1) (0 – 0) | 55' Maurice de Wit 1-0, 72' Sergio van Dijk 1-1 Delta Sport wint na strafschoppen |
| 9 augustus 2003  | Elinkwijk – RBC Roosendaal             | 1 – 4 (1 – 1)              | 8' Sammy Youssouf 0-1, 43' Dennis Lammerts 1-1, 48' Danny Hesp 1-2, 59' Pius Ikedia 1-3, 74' Edwin de Graaf 1-4                                                                                 |
| 9 augustus 2003  | Eijsden – TEC VV                       | 1 – 2 (1 – 1)              | 34' René Rutten 1-0, 42' Farid Idrissi 1-1, 56' Farid Idrissi 1-2 |
| 9 augustus 2003  | Harkemase Boys – WHC                   | 1 – 2 (0 – 0)              | 70' Joseph Kanyike 0-1, 79' Alwin Kooistra 1-1, 90' Joseph Kanyike 1-2 |
| 9 augustus 2003  | JVC Cuijk – Fortuna Sittard            | 1 – 2 (0 – 1)              | 38' Paul Janssen 0-1, 56' Ferdi Akankan 1-1, 68' Joos van Barneveld 1-2 |
| 9 augustus 2003  | OJC Rosmalen – VVV                     | 1 – 6 (1 – 2)              | 6' Bernard Hofstede 0-1, 17' Dave Godley 1-1, 45' Martijn van Galen 1-2, 62' Arno Arts (pen) 1-3, 66' Rick te Riele (e.d.) 1-4, 85' Bas Jacobs 1-5, 90' Martijn van Galen 1-6                   |
| 9 augustus 2003  | Quick Boys – Heracles Almelo           | 1 – 5 (1 – 1)              | 32' Thijs Sluijter 0-1, 45' Derek van der Plas 1-1, 62' Yuri Rose 1-2, 67' Thijs Sluijter 1-3, 73' John Stegeman 1-4, 80' John Stegeman 1-5                                                     |
| 9 augustus 2003  | Rijnsburgse Boys – Stormvogels Telstar | 0 – 1 n.v.                 | 110' Luciano van Kallen 0-1 |
| 9 augustus 2003  | Schijndel/SBA Euro – ADO Den Haag      | 1 – 2 n.v. (1 – 1) (0 – 1) | 23' Jeffrey van As 0-1, 89' Raymond Beerens (pen) 1-1, 91' Marcel Pronk 1-2 |
| 9 augustus 2003  | SHO – FC Den Bosch                     | 0 – 5 (0 – 2)              | 14' Peter Uneken 0-1, 34' Jan Burg 0-2, 59' Jan Burg 0-3, 70' Koen van de Laak 0-4, 84' Berry Powel 0-5                                                                                         |
| 9 augustus 2003  | Spakenburg – FC Volendam               | 0 – 2 (0 – 0)              | 64' Brian Tevreden 0-1, 72' Raoul Henar 0-2 |
| 9 augustus 2003  | Türkiyemspor – Go Ahead Eagles         | 2 – 5 (1 – 0)              | 44' Jerrel Linger 1-0, 57' Niki Leferink 1-1, 66' Niki Leferink 1-2, 72' Sieme Zijm 1-3, 75' Niki Leferink 1-4, 76' Sander Oostrom 2-4, 90' Peter van Putten 2-5                                |
| 9 augustus 2003  | UDI '19/Beter Bed – Vitesse            | 0 – 4 (0 – 3)              | 2' Bob Peeters 0-1, 5' Michael Dingsdag 0-2, 18' Bob Peeters 0-3, 56' Bob Peeters 0-4 |
| 9 augustus 2003  | UNA – MVV                              | 0 – 5 (0 – 4)              | 17' Fabio Caracciolo 0-1, 21' Diego Jongen 0-2, 34' Diego Jongen 0-3, 38' Davy Heymans 0-4, 56' Diego Jongen 0-5                                                                                |
| 9 augustus 2003  | SV Urk – AGOVV Apeldoorn               | 0 – 2 (0 – 0)              | 85' Klaas-Jan Huntelaar 0-1, 89' Jurrick Juliana 0-2 |
| 9 augustus 2003  | FC Vinkenslag – Excelsior              | 0 – 5 (0 – 3)              | 9' Danny Buijs 0-1, 22' Brett Holman 0-2, 37' Danny Gehlen (e.d.) 0-3, 80' Mounir El Hamdaoui 0-4, 82' Mounir El Hamdaoui 0-5                                                                   |
| 12 augustus 2003 | ACV – Cambuur Leeuwarden               | 1 – 4 (1 – 1)              | 12' Rolf de Boer 1-0, 27' Jan Bruin 1-1, 53' Manuel Bölstler 1-2, 84' Rocky Siberie 1-3, 88' Henk van Steeg (pen) 1-4                                                                           |
| 12 augustus 2003 | AFC – De Graafschap                    | 0 – 2 (0 – 0)              | 77' Damien Hertog 0-1, 88' Saïd Moumane (e.d.) 0-2 |
| 12 augustus 2003 | ASWH – FC Eindhoven                    | 1 – 2 (1 – 1)              | 9' John Verbaan 1-0, 20' Richard van Gils 1-1, 51' Frank Jongbloets 1-2 |
| 12 augustus 2003 | Baronie – Gemert                       | 7 – 0 (3 – 0)              | 6' Roel Willemse 1-0, 14' Sjaron van Zon 2-0, 26' Roel Willemse 3-0, 54' Roel Willemse 4-0, 69' Jeroen van Moorsel (pen) 5-0, 77' Arie Eikelenboom 6-0, 87' Arie Eikelenboom 7-0                |
| 12 augustus 2003 | Be Quick '28 – BV Veendam              | 2 – 5 (0 – 1)              | 18' Rick Slor 0-1, 50' Ronnie Pander 0-2, 60' Paul Weerman 0-3, 80' Erwin Buurmeijer 0-4, 82' Nick Kok 1-4, 87' Jerry van Dijk 2-4, 89' Erdem Yeni 2-5                                          |
| 12 augustus 2003 | Bennekom – TOP Oss                     | 3 – 0 (2 – 0)              | 4' Dennis van Meegdenburg 1-0, 8' René van Gameren 2-0, 48' Dennis van Meegdenburg 3-0 |
| 12 augustus 2003 | SC Genemuiden – Koninklijke UD         | 1 – 0 (1 – 0)              | 12' Henk Eenkhoorn (pen) 1-0 |
| 12 augustus 2003 | HSC '21/Brein – FC Groningen           | 1 – 4 (0 – 2)              | 13' Glen Salmon 0-1, 38' Chris De Witte 0-2, 57' Chris De Witte 0-3, 75' Dennis van Dijk 1-3, 89' Sander van Gessel 1-4                                                                         |
| 12 augustus 2003 | Huizen – Haarlem                       | 0 – 3 (0 – 0)              | 51' Arnoud van Toor 0-1, 57' Menno Willems 0-2, 90' Şükrü Mıhçı 0-3 |
| 12 augustus 2003 | SV Meerssen – Willem II                | 0 – 6 (0 – 0)              | 52' Bart Van Den Eede 0-1, 57' Denny Landzaat (pen) 0-2, 60' Dmitri Shoukov 0-3, 66' Tarik Sektioui 0-4, 70' Tarik Sektioui 0-5, 84' Dmitri Shoukov 0-6                                         |
| 12 augustus 2003 | Noordwijk – FC Zwolle                  | 1 – 7 (1 – 2)              | 8' Bram Meurs 1-0, 10' Ivar van Dinteren 1-1, 45' Marino Promes 1-2, 50' Marino Promes 1-3, 60' Ǵorǵi Hristov 1-4, 65' Ǵorǵi Hristov 1-5, 77' Ǵorǵi Hristov (pen) 1-6, 88' Ivan Cvetkov 1-7     |
| 12 augustus 2003 | FC Omniworld- AGOVV (am)               | 4 – 2 (1 – 1)              | 9' Erven Cetin 0-1, 10' Ronald Molenaar 1-1, 46' Ronald Molenaar 2-1, 51' Ilker Yildiz 3-1, 65' Daniel Somers 3-2, 88' Ronald Molenaar 4-2                                                      |
| 12 augustus 2003 | Ter Leede – Emmen                      | 0 – 2 (0 – 1)              | 18' Ruud Berger (pen) 0-1, 89' René Wessels 0-2 |
| 12 augustus 2003 | De Treffers/Kegro – FC Dordrecht       | 2 – 1 (1 – 1)              | 7' Dennis van der Pennen 0-1, 42' Jeroen van de Kerkhof 1-1, 57' Dennis Krijgsman 2-1 |
| 12 augustus 2003 | Tonegido/Haagsche Bluf – RKC Waalwijk  | 0 – 8 (0 – 3)              | 17' Yuri Cornelisse 0-1, 40' Iwan Redan 0-2, 42' Virgilio Teixeira 0-3, 48' Rick Hoogendorp 0-4, 72' Iwan Redan 0-5, 74' Patrick van Diemen 0-6, 83' Eddy Putter 0-7, 85' Virgilio Teixeira 0-8 |
| 12 augustus 2003 | VVOG – FC Twente                       | 0 – 7 (0 – 5)              | 4' Adil Ramzi 0-1, 22' Adil Ramzi 0-2, 36' Patrick Pothuizen 0-3, 42' Adil Ramzi 0-4, 43' Kim Christensen 0-5, 64' Jeroen Heubach 0-6, 75' Adil Ramzi 0-7                                       |
| 12 augustus 2003 | Westlandia – Sparta Rotterdam          | 0 – 4 (0 – 3)              | 1' Danny Koevermans 0-1, 17' Yevgeniy Levchenko 0-2, 27' Danny Koevermans 0-3, 70' Kiran Bechan 0-4                                                                                             |
| 12 augustus 2003 | IJsselmeervogels – Jong Ajax           | 2 – 4 n.v. (2 – 2) (1 – 1) | 5' Jason Čulina 0-1, 29' Jan de Graaf 1-1, 50' André Kemper 2-1, 89' Jason Čulina 2-2, 96' Jason Čulina 2-3, 102' Daniël de Ridder 2-4                                                          |
| 1 september 2003 | Jong sc Heerenveen – AZ                | 1 – 3 (0 – 1)              | 22' Tim de Cler 0-1, 57' Barry van Galen 0-2, 75' Tim de Cler (pen) 0-3, 86' Maceo Rigters 1-3                                                                                                  |
| 1 september 2003 | SDC Putten – sc Heerenveen             | 0 – 4 (0 – 1)              | 40' Mika Väyrynen 0-1, 57' Stefan Selakovic 0-2, 73' Stefan Selakovic 0-3, 86' Stefan Selakovic 0-4                                                                                             |

## 2e ronde
| Datum             | Wedstrijd                             | Uitslag       | Scoreverloop |
| ----------------- | ------------------------------------- | ------------- | --- |
| 23 september 2003 | AGOVV Apeldoorn – RKC Waalwijk        | 0 – 2 (0 – 0) | 65' Rick Hoogendorp 0-1, 74' Rick Hoogendorp (pen) 0-2 |
| 23 september 2003 | Argon – FC Volendam                   | 3 – 4 (1 – 2) | 24' Patrick Lokken (pen) 1-0, 31' Eddy Putter 1-1, 32' Maurice Buys 1-2, 55' Jack Tuijp 1-3, 61' Maurice Buys 1-4, 67' Robin Fokke 2-4, 76' Lex Oosterling 3-4                                                                                                |
| 23 september 2003 | Bennekom – Willem II                  | 2 – 8 (1 – 3) | 17' Denny Landzaat 0-1, 26' Peter van Vossen 1-1, 34' Bart Van Den Eede (pen) 1-2, 41' Bart Van Den Eede 1-3, 50' Dmitri Shoukov 1-4, 54' Bart Van Den Eede 1-5, 58' Barry Roestenburg 2-5, 77' Danny Mathijssen 2-6, 82' James Quinn 2-7, 84' Tom Caluwé 2-8 |
| 23 september 2003 | FC Den Bosch – FC Zwolle              | 2 – 1 (2 – 1) | 13' Marino Promes 0-1, 37' Stefan Jansen 1-1, 42' Stefan Jansen 2-1 |
| 23 september 2003 | Emmen – FC Eindhoven                  | 1 – 2 (1 – 1) | 7' Lesmond Prinsen 1-0, 17' Rik van de Langenberg 1-1, 53' Richard van Gils 1-2 |
| 23 september 2003 | Excelsior – VVV Venlo                 | 2 – 0 (1 – 0) | 15' René van Dieren 1-0, 90' Jordan Opoku 2-0 |
| 23 september 2003 | Go Ahead Eagles – Stormvogels Telstar | 3 – 5 (2 – 3) | 6' Sergio Ommel 0-1, 18' Niels Wellenberg 1-1, 21' Sergio Ommel 1-2, 26' Andwelé Slory 1-3, 35' Peter van Putten 2-3, 85' Sergio Ommel 2-4, 87' Uğur Yıldırım 3-4, 88' Sjaak Lettinga 3-5                                                                     |
| 23 september 2003 | Haarlem – Cambuur Leeuwarden          | 1 – 2 (0 – 1) | 31' Henk van Steeg 0-1, 55' Menno Willems 1-1, 73' Dominique van Dijk 1-2 |
| 23 september 2003 | sc Heerenveen – AZ                    | 3 – 1 (1 – 0) | 19' Gerald Sibon 1-0, 49' Stefan Selakovic (pen) 2-0, 56' Antonio Correia 3-0, 67' Stein Huysegems 3-1 |
| 23 september 2003 | Heracles Almelo – ADO Den Haag        | 4 – 0 (2 – 0) | 2' Richard Roelofsen 1-0, 22' Richard Roelofsen 2-0, 58' Yuri Rose 3-0, 61' Richard Roelofsen 4-0 |
| 23 september 2003 | Kloetinge – FC Twente                 | 0 – 3 (0 – 1) | 5' Adil Ramzi 0-1, 56' Sjaak Polak (pen) 0-2, 89' Giorgi Gachokidze 0-3 |
| 23 september 2003 | RBC Roosendaal – MVV                  | 4 – 0 (2 – 0) | 13' Björn Daelemans 1-0, 38' Edwin de Graaf 2-0, 56' Peter Maseland 3-0, 63' Damien Hertog 4-0 |
| 23 september 2003 | Sparta Rotterdam – De Graafschap      | 2 – 1 (1 – 0) | 2' David Mendes da Silva 1-0, 54' Kiran Bechan 2-0, 74' Laurens ten Heuvel 2-1 |
| 23 september 2003 | De Treffers/Kegro – BV Veendam        | 2 – 3 (1 – 2) | 7' Jasper Zuidwijk 1-0, 29' Ronald Hamming 1-1, 44' Paul Weerman 1-2, 80' Marnix Kolder 1-3, 86' Frits van Putten 2-3 |
| 23 september 2003 | Vitesse – Fortuna Sittard             | 4 – 0 (1 – 0) | 16' Tim Cornelisse 1-0, 49' Émile Mbamba 2-0, 54' Gert Claessens 3-0, 62' Didier Martel 4-0 |
| 25 september 2003 | Baronie – Roda JC                     | 1 – 0 (0 – 0) | 63' Arie Eikelenboom 1-0 |
| 25 september 2003 | Hoek – SC Genemuiden                  | 7 – 0 (3 – 0) | 5' Anthony Annicaert (pen) 1-0, 27' Anthony Annicaert 2-0, 45' Arjan Human 3-0, 52' Wesley de Smet 4-0, 65' Arjan Human 5-0, 67' Wesley de Smet 6-0, 75' Pauclair Youda (pen) 7-0                                                                             |
| 25 september 2003 | FC Omniworld – Delta Sport            | 7 – 3 (4 – 2) | 4' Jordi Fernhout 1-0, 17' Henry Bakker 2-0, 29' Anthony Berghahn 3-0, 37' Jaoud Fertoute 3-1, 38' Henry Bakker 4-1, 42' Bart Latuheru 4-2, 50' Michael Goossens 5-2, 67' Melvin Donleben 6-2, 70' Bart Latuheru 6-3, 89' Henry Bakker 7-3                    |
| 25 september 2003 | TEC VV – Jong Ajax                    | 0 – 3 (0 – 2) | 32' Anthony Obodai 0-1, 41' Anthony Obodai 0-2, 56' Jason Čulina (pen) 0-3 |

De wedstrijd WHC-FC Groningen is door de K.N.V.B. reglementair vastgesteld op 0-1.

## 3e ronde
| Datum           | Wedstrijd                           | Uitslag                    | Scoreverloop |
| --------------- | ----------------------------------- | -------------------------- | --- |
| 28 oktober 2003 | Baronie – Heracles Almelo           | 0 – 2 (0 – 1)              | 28' Yuri Rose 0-1, 51' John Stegeman 0-2 |
| 28 oktober 2003 | Excelsior – Sparta Rotterdam        | 1 – 2 (0 – 1)              | 25' Ricky van den Bergh 0-1, 80' David Sousa Nascimento 0-2, 88' Michel Breuer (pen) 1-2                                                     |
| 28 oktober 2003 | sc Heerenveen – Stormvogels Telstar | 3 – 1 (2 – 0)              | 36' Gerald Sibon 1-0, 41' Richard Knopper 2-0, 67' Sergio Ommel 2-1, 71' Richard Knopper 3-1                                                 |
| 28 oktober 2003 | Hoek – BV Veendam                   | 2 – 0 (2 – 0)              | 24' Pascal Smessaert 1-0, 27' Arjan Human 2-0                                                                                                |
| 28 oktober 2003 | RBC Roosendaal – FC Groningen       | 1 – 0 n.v.                 | 105' Ode Thompson 1-0 |
| 28 oktober 2003 | Vitesse – FC Volendam               | 4 – 0 (2 – 0)              | 6' Michael Jansen 1-0, 25' Jhon van Beukering 2-0 72' Ricky Bochem 3-0, 88' Eldridge Rojer 4-0                                               |
| 29 oktober 2003 | Cambuur Leeuwarden – FC Twente      | 1 – 3 n.v. (1 – 1) (1 – 1) | 32' Michel van Zundert 1-0, 45' Blaise Nkufo 1-1, 96' Bas Sibum 1-2, 100' Kim Christensen 1-3                                                |
| 29 oktober 2003 | FC Den Bosch – Jong Ajax            | 0 – 2 (0 – 1)              | 8' Robin Muller van Moppes 0-1, 50' Nicolae Mitea 0-2                                                                                        |
| 29 oktober 2003 | FC Eindhoven – Willem II            | 0 – 2 (0 – 0)              | 58' Tom Caluwé 0-1, 64' Tom Caluwé 0-2 |
| 29 oktober 2003 | FC Omniworld – RKC Waalwijk         | 2 – 4 n.v. (2 – 2) (0 – 1) | 5' Khalid Boulahrouz 0-1, 80' Terry Bonne 1-1, 86' Steve Olfers 1-2, 88' Henry Bakker 2-2, 98' Rick Hoogendorp 2-3, 100' Rick Hoogendorp 2-4 |

## 1/8 finales
Ajax, Feyenoord, NAC Breda N.E.C., PSV en FC Utrecht stroomden deze ronde in.
| Datum            | Wedstrijd                         | Uitslag       | Scoreverloop                                                                                              |
| ---------------- | --------------------------------- | ------------- | --- |
| 16 december 2003 | Heracles Almelo – HSV Hoek        | 4 – 1 (3 – 0) | 10' John Stegeman 1-0, 13' Yuri Rose 2-0, 20' Yuri Rose 3-0, 70' Marc Minnaert 3-1, 89' John Stegeman 4-1 |
| 16 december 2003 | PSV – Willem II                   | 2 – 0 (2 – 0) | 19' Jan Vennegoor of Hesselink 1-0, 30' Jan Vennegoor of Hesselink 2-0                                    |
| 16 december 2003 | Sparta Rotterdam – RBC Roosendaal | 2 – 0 (1 – 0) | 11' Yevcheniy Levchenko 1-0, 65' Kiran Bechan 2-0                                                         |
| 16 december 2003 | FC Twente – Jong Ajax             | 1 – 0 (0 – 0) | 73' Collins John 1-0                                                                                      |
| 17 december 2003 | Ajax – NAC Breda                  | 0 – 1 (0 – 0) | 54' Ali Boussaboun 0-1                                                                                    |
| 17 december 2003 | Feyenoord – Vitesse               | 1 – 0 (0 – 0) | 37' Anthony Lurling 1-0                                                                                   |
| 17 december 2003 | sc Heerenveen – N.E.C.            | 0 – 1 (0 – 0) | 82' Youssouf Hersi 0-1                                                                                    |
| 17 december 2003 | FC Utrecht – RKC Waalwijk         | 3 – 1 (2 – 1) | 9' Robert Fuchs 0-1, 27' Hans van de Haar 1-1, 44' Stefaan Tanghe 2-1, 90' Stefaan Tanghe 3-1             |

## Kwartfinales
| Datum           | Wedstrijd                    | Uitslag                    | Scoreverloop |
| --------------- | ---------------------------- | -------------------------- | --- |
| 3 februari 2004 | Sparta Rotterdam – N.E.C.    | 0 – 0 n.v.                 | Sparta Rotterdam wint na strafschoppen                                                                                |
| 4 februari 2004 | PSV – NAC Breda              | 0 – 1 (0 – 1)              | 24' Nourdin Boukhari 0-1                                                                                              |
| 4 februari 2004 | FC Twente – Feyenoord        | 3 – 1 n.v. (1 – 1) (1 – 1) | 20' Blaise Nkufo 1-0, 29' Dirk Kuijt 1-1, 110' Bas Sibum 2-1, 111' Kim Christensen 3-1                                |
| 4 februari 2004 | FC Utrecht – Heracles Almelo | 3 – 2 (1 – 1)              | 18' Roel Buikema 0-1, 29' Dave van den Bergh 1-1, 60' Hans van de Haar 2-1, 63' Yuri Rose 2-2, 81' Stefaan Tanghe 3-2 |

## Halve finales
| Datum         | Wedstrijd                     | Uitslag                    | Scoreverloop |
| ------------- | ----------------------------- | -------------------------- | --- |
| 16 maart 2004 | FC Twente – NAC Breda         | 2 – 2 n.v. (2 – 2) (0 – 1) | 35' Nourdin Boukhari 0-1, 69' Peter Niemeyer 1-1, 77' Blaise Nkufo 2-1, 88' Pieter Collen 2-2 FC Twente wint na strafschoppen                                                                |
| 17 maart 2004 | Sparta Rotterdam – FC Utrecht | 3 – 3 n.v. (2 – 2) (0 – 1) | 10' Donny de Groot 0-1, 60' Danny Koevermans 1-1, 64' Danny Koevermans 2-1, 78' Dave van den Bergh 2-2, 96' Ricky van den Bergh 3-2, 105' Joost Broerse 3-3 FC Utrecht wint na strafschoppen |

## Finale

### Wedstrijd
|                                     |           |                        |            |                                                                       |
| 23 mei 2004 18:00 Finale KNVB Beker | FC Twente | 0 – 1 (0 – 0)          | FC Utrecht | De Kuip, Rotterdam Toeschouwers: 48.000 Scheidsrechter: Roelof Luinge |
| 23 mei 2004 18:00 Finale KNVB Beker |           | 66' Dave van den Bergh |            | De Kuip, Rotterdam Toeschouwers: 48.000 Scheidsrechter: Roelof Luinge |

| Twente | Utrecht |

| FC Twente:        |    |                       |     |
|                   |    |                       |     |
| GK                | 16 | Cees Paauwe           |     |
| RB                | 18 | Rahim Ouédraogo       | 22' |
| CB                | 3  | Spira Grujić          |     |
| CB                | 5  | Patrick Pothuizen     |     |
| LB                | 12 | Jeroen Heubach        | 86' |
| CM                | 21 | Sjaak Polak           | 86' |
| CM                | 17 | Simon Cziommer        | 71' |
| CM                | 22 | Chris van der Weerden |     |
| RW                | 10 | Adil Ramzi            | 81' |
| CF                | 9  | Blaise Nkufo          |     |
| LW                | 7  | Giorgi Gachokidze     |     |
| Wisselspelers:    |    |                       |     |
| FW                | 11 | Kim Christensen       | 71' |
| FW                | 19 | Arco Jochemsen        | 81' |
| Coach:            |    |                       |     |
| René Vandereycken |    |                       |     |

| FC Utrecht:    |    |                    |         |
|                |    |                    |         |
| GK             | 12 | René Ponk          |         |
| RB             | 2  | Michael Lamey      |         |
| CB             | 4  | Patrick Zwaanswijk |         |
| CB             | 17 | Alje Schut         | 55'     |
| LB             | 15 | Etienne Shew-Atjon |         |
| CM             | 6  | Jean-Paul de Jong  | 17' 70' |
| CM             | 10 | Stefaan Tanghe     |         |
| CM             | 14 | Joost Broerse      |         |
| RW             | 31 | Richal Leitoe      | 80'     |
| CF             | 9  | Hans van de Haar   |         |
| LW             | 11 | Dave van den Bergh |         |
| Wisselspelers: |    |                    |         |
| DF             | 22 | Sander Keller      | 55' 82' |
| MF             | 3  | Jordy Zuidam       | 70' 76' |
| FW             | 7  | Abdelhali Chaiat   | 80' 81' |
| Coach:         |    |                    |         |
| Foeke Booy     |    |                    |         |

| KNVB Beker 2003/04     |
| ---------------------- |
| FC Utrecht Derde titel |